# Torgny Lindgren
Pour les articles homonymes, voir Lindgren.
Torgny Lindgren est un écrivain suédois, né le 16 juin 1938 à Norsjö dans le comté de Västerbotten et mort le 16 mars 2017 à Rimforsa dans le comté d'Östergötland.
Il n'a pas de lien de parenté avec Astrid Lindgren.

## Biographie
Né le 16 juin 1938, Gustav Torgny Lindgren est le fils d'Andreas Lindgren et d'Helga Björk. Après des études à Umeå, il se consacre à l'enseignement jusqu'au milieu des années 1970. Il milite, pendant plusieurs années, auprès du Parti social-démocrate suédois. Dans les années 1980, il se convertit au catholicisme.
Lindgren a commencé sa carrière de poète en 1965 mais a dû attendre 1982 pour obtenir la reconnaissance du public et de ses pairs grâce au Le Chemin du serpent (Ormens väg på hälleberget). L'auteur a été traduit dans plus de trente langues et compte désormais parmi les écrivains suédois contemporains les plus lus à l'étranger. En 1991, il est élu membre de l'Académie suédoise.
Il meurt chez lui à l'âge de 78 ans des suites d'un cancer.

## Thèmes
La nature est omniprésente dans ses poèmes comme dans ses romans. Très soucieux de respecter une certaine tradition littéraire scandinave, Lindgren traite notamment, dans son œuvre, de l'histoire et du marché de l'art (L'Arbre du prince), de la religion (Bethsabée), de la notoriété, du mensonge (Paula) et des traditions et de la vie quotidienne en Suède (La Lumière).

## Le Chemin du serpent
Le roman se situe au XIXe siècle et conte l'histoire, sur trois générations, d'une famille de paysans démunis du Nord de la Suède, contrainte de vendre ses terres à un prix modique pour éviter la famine. Le nouveau propriétaire exploite sans vergogne la famille et en particulier les femmes.
Le Chemin du serpent est une œuvre surprenante, qui synthétise les grands thèmes chers à l'auteur (éloge de la nature et de la paysannerie, dénonciation des avanies et des injustices sociales, dureté de la vie, temps passé). La langue y est austère et rugueuse, très influencée par le dialecte du Västerbotten. Saga réaliste et épique, l'ouvrage est conforme à la tradition du roman prolétarien scandinave à l'instar de Pelle le Conquérant (Pelle Erobreren) de Martin Andersen Nexø.
Considéré  comme le chef-d'œuvre de Lindgren, il fait l'objet d'une adaptation cinématographique, par Bo Widerberg, en 1986.

## Distinctions
- 1986 : prix Femina étranger pour Bethsabée
- 1995 : prix August pour son roman Miel de bourdon (Hummelhonung)
- 1999 : prix Gerard Bonniers
- 2000 : prix Selma Lagerlöf
- 2000 : nommé docteur honoris causa de l'Université d'Umeå
- 2002 : médaille Litteris et Artibus
- 2003 : prix du Roman de la Radio suédoise
- 2004 : grand prix des Neuf

## Œuvre

### Romans
- Övriga frågor (1973)
- Hallen (1975)
- Brännvinsfursten (1979)
- Skrämmer dig minuten (1981) Publié en français sous le titre Divorce[2], Actes Sud, 1998. ; réédition, coll. « Babel » no 914, 2008.
- Markus (1981)
- Slaktningen vid Sju ekars kulle (1982)
- Ormens väg på hälleberget (1982) Publié en français sous le titre Le Chemin du serpent, Arles, Éditions Actes Sud, 1985 ; réédition, coll. « Babel » no 45, 1992 ; réédition, coll. « Les Inépuisables», 2013
- Bat Seba (1984) Publié en français sous le titre Bethsabée, Arles, Actes Sud, 1986 ; réédition, coll. « Babel » no 6, 1986.
- Ljuset (1987) Publié en français sous le titre La Lumière, Arles, Éditions Actes Sud, 1989 ; réédition, coll. « Babel » no 350, 1998.
- Kärleksguden Frö (1988)
- Den röda slöjan (1990), publié sous le pseudonyme Hans Lamborn
- Till sanningens lov. Rammakaren Theodor Marklunds egen redogörelse (1991) Publié en français sous le titre Paula ou l'éloge de la vérité, Arles, Éditions Actes Sud, 1992 ; réédition, coll. « Babel » no 608, 2003.
- Hummelhonung (1995) Publié en français sous le titre Miel de bourdon, Arles, Éditions Actes Sud, 1995.
- Pölsan (2002) Publié en français sous le titre Fausses Nouvelles, Arles, Éditions Actes Sud, 2003.
- Dorés bibel (2005) Publié en français sous le titre La Bible de Gustave Doré, Arles, Éditions Actes Sud, 2008.
- Norrlands akvavit (2007)
- Klingsor (2014), (fr) Actes Sud, 2020,  (ISBN 2330130570)

### Recueils de nouvelles
- Skolbagateller medan jag försökte skriva till mina överordnade (1972)
- Merabs skönhet (1983) Publié en français sous le titre La Beauté de Merab et autres récits, Arles, Éditions Actes Sud, 1987.
- Legender (1986) Publié en français sous le titre Les Trente-Deux Voix de Dieu et autres récits, Arles, Éditions Actes Sud, 1988.
- I Brokiga Blads vatten (1999) Publié en français sous le titre L’Arbre du prince, Arles, Éditions Actes Sud, 2001.

### Théâtre
- Intervjun (1977)
- Legenden om Achille Paganinis besök i Vimmerby 1869 (1977)
- Fadershanden och Giga. Två skådespel (1986)
- Bordsstudsaren (1998)

### Mémoires
- Minnen (2010) Publié en français sous le titre Souvenirs, Arles, Actes Sud, 2013.

### Essais
- Plåtsax, hjärtats instrument (1965)
- Dikter från Vimmerby (1970)
- Hur skulle det vara om man vore Olof Palme? (1971)